# ۱۳۵۲ (قمری)
۱۳۵۲ (قمری)، هزار و سیصد و پنجاه و دومین سال در گاهشماری هجری قمری است. اول محرم این سال برابر با بیست و ششم آوریل سال ۱۹۳۳ میلادی است.

## زادگان
- عبدالله بن جبرین
- علی شریعتی
- مصطفی السید
- نواف بن عبدالعزیز آل سعود
- عثمان طاها

## درگذشتگان
- محمدجواد بلاغی
- حاکم دوم